# Lamecha Girma
Lamecha Girma (en amárico: ለሜቻ ግርማ, 26 de noviembre de 2000) es un deportista etíope que compite en atletismo.
Participó en los Juegos Olímpicos de Tokio 2020, obteniendo una medalla de plata en la prueba de 3000 m obstáculos.
Ganó tres medallas de plata en el Campeonato Mundial de Atletismo entre los años 2019 y 2023, y una medalla de plata en el Campeonato Mundial de Atletismo en Pista Cubierta de 2022.

## Palmarés internacional
| Juegos Olímpicos                     | Juegos Olímpicos        | Juegos Olímpicos | Juegos Olímpicos  |
| Año                                  | Lugar                   | Medalla          | Prueba            |
| ------------------------------------ | ----------------------- | ---------------- | ----------------- |
| 2020                                 | Tokio (Japón)           | Medalla de plata | 3000 m obstáculos |
| Campeonato Mundial                   |                         |                  |                   |
| Año                                  | Lugar                   | Medalla          | Prueba            |
| 2019                                 | Doha (Catar)            | Medalla de plata | 3000 m obstáculos |
| 2022                                 | Eugene (Estados Unidos) | Medalla de plata | 3000 m obstáculos |
| 2023                                 | Budapest (Hungría)      | Medalla de plata | 3000 m obstáculos |
| Campeonato Mundial en Pista Cubierta |                         |                  |                   |
| Año                                  | Lugar                   | Medalla          | Prueba            |
| 2022                                 | Belgrado (Serbia)       | Medalla de plata | 3000 m            |